# Antidesma insulare
Antidesma insulare är en emblikaväxtart som beskrevs av John Wynn Gillespie. Antidesma insulare ingår i släktet Antidesma och familjen emblikaväxter. Inga underarter finns listade i Catalogue of Life.